# サンスクリット化
サンスクリット化（サンスクリットか）とは、インドにみられる特異な社会変化の様式である。上位または、（カーストの儀礼的上下にかかわらず、経済的に）優位にあるカーストの儀礼や実践を模倣することにより、カースト階層の低位の者が上の階層を目指す過程（プロセス）を指している。社会学的用語としての「パッシング」に近いプロセスである。
この語は、1950年代に、インド人社会学者、M. N. シュリニヴァスによって一般化された。
しかしこれより以前に、ビームラーオ・アンベードカルの『インドのカースト－その昨日、起源、発展』がこのプロセスについて言及している。
また、脈絡は違うが、この「社会的階梯における上から下への模倣の降下」というプロセスについては、最も早いものとして、ガブリエル・タルドの『模倣の法則』に見ることができる。

## 定義
シュリニヴァスは、「サンスクリット化」を以下のように定義している。
低位又は中位のヒンドゥー・カーストあるいは、他の部族やその集団が、習慣、儀礼の観念、生活方法を、上位のカーストないし、しばしば再生族カースト（バラモン）のそれに変化させていくプロセスである。
この変化のあと、そういう「もの申して」いる階級が、地域共同体のカースト階層内で伝統的に容認されている地位よりも、より高位のものと認めよという要求が続いておきてくるのが普通である。
サンスクリット化の一つの明瞭な例は、伝統的に肉食を嫌っていない「低位カースト」とされている階層に属する人々が、再生族の習慣を模倣して、菜食主義を採用することである。
シュリニヴァスによると、サンスクリット化は単に新しい風俗や習慣を採用するということでなく、サンスクリット文献に見られる新しい概念や価値に親しんでいくことを含んでいる。
彼によると、サンスクリット化した人々の会話では、カルマ（業）、ダルマ（法）、パーパ（悪徳）、マーヤ（幻）、サンサーラ（輪廻）や、モークシャ（解脱）といったごく一般的なサンスクリット的な理念が普通に用いられているという。
この現象は、ネパールのカース、マガール、ネワールやタルといった人々の間にも観察されている。

## 理論
シュリニヴァスは、オックスフォード大学に提出した博士論文でまずこの理論を提示した。この論文は、後に、『南インド、クールグ族の宗教と社会』として出版された。1952年に出版されたこの本は、カルナータカのコーダヴァ・コミュニティに関する民族学的研究であって、ここで、シュリニヴァスは次のように記している。

カースト制度とは、各カーストの位置が常に固定されているような堅牢な制度からほど遠いものである。移動は常に可能であり、とくに、階層の中位の者にとってはなおさらである。菜食主義と絶対禁酒主義を採用し、儀礼と神々をサンスクリット化することにより一世代か二世代で、より上のカーストになることができる。要するに、理論的には認められていないが、低位カーストが、可能な限り、バラモンたちの習慣、儀礼と信仰を取り込み、バラモンの生活様式を採用することは、しばしば行われていたのである。いくつかのヴェーダの儀礼はバラモンと他の二つの再生族カーストに限定されているので、本書では、この過程を「バラモン化」というのを避けて「サンスクリット化」と呼ぶことにする。

この本は、カースト制度が厳格で不動な制度であるという考え方に挑戦した。サンスクリット化の概念は、カースト関係の実際の複雑さや流動性を扱っている。インドの様々なカーストや共同体による地位についての度重なる交渉におけるダイナミズムに学問的な焦点を当てたのである。
なお、ヨーゲンドゥラ・シン教授は、次のような見解をもっている。

「サンスクリット化」は、非サンスクリット的な伝統を無視してきたように、過去と現在のインドにおける文化変容の様々な側面を考慮するのに失敗した。しばしば、非サンスクリット的な文化要素は、サンスクリット的な伝統の地方化した形態であることを留意すべきであろう。・・・（中略）・・・サンスクリット的儀礼にはしばしば、置き換えられることなしに、非サンスクリット的儀礼が付け加えられている。